# Synageles canadensis
Synageles canadensis là một loài nhện trong họ Salticidae.
Loài này thuộc chi Synageles. Synageles canadensis được Cutler miêu tả năm 1988.